# Riego del Monte
Riego del Monte es una pedanía y localidad española perteneciente al municipio de Villanueva de las Manzanas, en la provincia de León, comunidad autónoma de Castilla y León. Cuenta con una población de 13 habitantes (INE 2022). Está situado en la CV-195-5.

## Demografía
Tiene 13 habitantes, 6 hombres y 7 mujeres censados en el municipio.